# Koivuluodot (ö i Södra Savolax, Pieksämäki)
Koivuluodot är en ö i Finland. Den ligger i sjön Haukivesi och i kommunen Jorois i den ekonomiska regionen  Pieksämäki ekonomiska region  och landskapet Södra Savolax, i den södra delen av landet, 270 km nordost om huvudstaden Helsingfors. Öns area är 0,3 hektar och dess största längd är 80 meter i öst-västlig riktning.  Notera att namnet antyder att det är fråga om flera öar.